# The Chantays
The Chantays sind eine US-amerikanische Surf-Rock-Band, die sich 1961 in der Besetzung Brian Carman (Gitarre, 1945–2015), Bob Spickard (Gitarre), Bob Welch (Schlagzeug), Rob Marshall (Klavier), Jim Frias (Saxophon) und Warren Waters (Bass) in Santa Ana, Kalifornien formiert hat. Mit ihrem Hit Pipeline erreichten sie Platz 4 der Billboard Hot 100. Nach dem Ende der „Chantays“ 1966 gab es mehrere Revivals mit unterschiedlichen Besetzungen.

## Biografie
Im Sommer 1961 waren Bob Spickard und Warren Waters Schüler an der High School in Santa Ana, Orange County, Kalifornien. Beeinflusst durch die Band The Rhythm Rockers beschlossen sie eine eigene Band zu gründen. Ohne musikalische Erfahrung begann Bob Gitarre zu spielen und Warren Bass. Weitere Schulfreunde, Rob Marshall mit klassischer Klavierausbildung und Brian Carman, dessen Bruder Saxophonist bei den „Rhythm Rockers“ war, rückten in die Band nach. Nachdem sie ihr Glück mit verschiedenen Schlagzeugern probiert hatten, u. a. Gil Gonzales, blieb Bob Welch der Band erhalten und lieh sich das Schlagzeug von Gil Gonzales. Nach regelmäßigen Proben hatten sie ihren ersten Auftritt im Dezember 1961 im Tustin Youth Center und spielten unter dem Namen „The Chantays“. Jim Frias war zu diesem Zeitpunkt schon am Saxophon für die „Chantays“ aktiv.
Schnell erreichten sie die Popularität der „Rhythm Rockers“. Zum Repertoire der Band gehörte zu diesem Zeitpunkt schon der Titel Liberty's Whip alias 44 Magnum. Nachdem Bandmitglieder den Dokumentarfilm Endless Summer von Bruce Brown über zwei kalifornische Wellenreiter gesehen hatten, benannten sie das Stück in Pipeline (englisch für „Rohrleitung“) um. Der Begriff bezeichnet beim Wellenreiten das Phänomen einer perfekten Welle, die so über dem Wellenreiter zusammenbricht, dass eine Röhre entsteht, durch die er hindurchsurfen kann, und insbesondere die Banzai Pipeline auf Hawaii.
Im Juli 1962 wurde der Diskjockey Jack Sands auf die Band aufmerksam und übernahm fortan das Management. Die „Chantays“ nahmen ein Demo mit den Stücken Pipeline und Move It im Studio „Pal“ in Cucamonga, Kalifornien auf. Sands nahm das Demo mit nach Los Angeles auf der Suche nach einem interessierten Plattenlabel. Das Label „Downey Records“, das soeben The Rumblers mit der Single Boss unter Vertrag genommen hatte, zeichnete einen Vertrag mit den „Chantays“ und im Dezember 1962 erschien die Single Move It mit der B-Seite Pipeline.
Move It wurde u. a. vom Lokalsender „KFXM“ gespielt, bekam aber keine Resonanz. Ein DJ hatte die glückliche Idee auch die B-Seite der Single zu spielen und nun begann sich der erste Erfolg abzuzeichnen. Da noch alle Bandmitglieder zur Schule gingen, konnten sie nur begrenzt den nun folgenden Anfragen für Auftritte im Fernsehen und Radio Folge leisten.
Nach Auftritten beim „Surf Battle of The Bands“ im „Deauville Castle Club“ in Santa Monica, Kalifornien und der „Lawrence Welk Show“ erreichte Pipeline im Mai 1963 Rang 4 der Billboard Hot 100 in den USA und Platz 16 in Großbritannien.
Nach dem Erfolg von Pipeline erschien die Single Monsoon / Scotch Highs und das zweite Album Two Sides Of The Chantays, allerdings konnten die „Chantays“ an ihren letzten Erfolg nicht mehr anknüpfen. Nachdem Bob Welch die Band im Sommer 1964 für sein Studium verlassen hatte, übernahm Steve Khan, ein Freund der Band, den vakanten Posten. Auf der folgenden dreimonatigen Hawaii-Tour mussten die „Chantays“ ihre Ausweise fälschen, um in verschiedenen Bars und Klubs spielen zu dürfen.
Nach der Tour verließ Warren Waters die Band und wurde durch Denny Keller ersetzt.
Ende 1965 wurden die „Chantays“ für eine dreiwöchige Tournee in Japan angefragt. Da Waters, Carman und Khan keine Zeit hatten, tourte die Band in fast komplett neuer Besetzung. Spickard und John Longstreth, der Gründungsbassist der Rhythm Rockers, übernahmen die Gitarre, Tommy Hanigan saß am Schlagzeug, Rob Marshall am Klavier und Mark Howlett spielte Bass. Nach kurzfristigem Studium des notwendigen Repertoires wurde die Tour über die Jahreswende 65/66 ein Erfolg.
In den folgenden Jahren gab es immer wieder Revivals der Band und bis heute spielen die „Chantays“ noch bei gelegentlichen Auftritten zusammen.
Gitarrist Brian Carman starb am 1. März 2015 im Alter von 69 Jahren in seinem Zuhause im kalifornischen Santa Ana an den Folgen seiner Erkrankung an Morbus Crohn.

## Diskografie

### Alben
- 1963: Pipeline
- 1964: Two Sides Of The Chantays
- 1994: Next Set
- 1997: Waiting For The Tide
- 1997: Out Of The Blue  (EP)

### Singles
- 1962: Pipeline / Move It
- 1963: Monsoon / Scotch Highs
- 1963: Space Probe / Continental Missile
- 1964: Only If You Care / Love Can Be Cruel
- 1964: Beyond / I'll Be Back Someday
- 1965: Greenz / Three Coins In A Fountain
- 1965: Fear Of The Rain / So Be On Your Way
- 1966: Pipeline / Move It

### Beiträge für Kompilationen
- 1982: The History of Surf Music
- 1989: Surfin Hits
- 1996: Cowabunga! Surf Box
- 1996: Teen Beat – Vol 3
- 1996: Let’s Go Trippin’
- 1997: Guitar Heroes
- 1997: Smells Like Surf Spirit
- 1998: Hard Rock Records – Surf
- 1998: Wipe Out
- 2000: A Surfer’s paradise
- 2000: USA R&R 45s – Vol. 1
- 2004: (Ghost) Riders In The Sky
- 2005: Pipeline
- 2005: Sleepwalk Mania